# Rarities Edition: Paid in Full
Albums de Eric B. & Rakim
Repaid in Full: The Paid in Full Remixed
(2008)
Rarities Edition: Paid in Full est une compilation d'Eric B. & Rakim, sortie le 5 janvier 2010.

## Liste des titres
| No  | Titre                                                                 | Contient un (des) sample(s) de | Durée |
| --- | --------------------------------------------------------------------- | --- | ----- |
| 1.  | Paid in Full (Seven Minutes of Madness - The Coldcut Remix)           | The Baby From Krypton de George Lowther featuring Ned Wever et Agnes Moorehead Train Sequence de Geoffrey Sumner One More Time, You All du Nu-Sound Express, Ltd. Hot Pants de James Brown We Want to Parrty, Parrty, Parrty de Lyn Collins Bang on a Drum de Rick Jones Soul Man de « Sweet » Charles Sherrell Boogie Woogie de Sound Experience His Imperial Majesty de Mikey Dread, Rod Taylor et King Tubby Saturday Night Style de Mikey Dread Comic Strip de Mikey Dread Chill-Out! de Free Expression Reagan Speaks for Himself de Ronald Reagan et Doug Kahn Don't Make Me Wait (Special Version) des Peech Boys Ooh, I Love It (Love Break) du Salsoul Orchestra Emotions Can Be Serious d'Hassan & 7-11 The Bugger Groove des Buggers Im Nin'Alu d'Ofra Haza We Interrupt the Program...News Medley de Don Pardo Pump That Bass d'Original Concept We'll Be Right Back de Steinski and The Mass Media I Know You Got Soul d'Eric B. & Rakim | 7:10  |
| 2.  | I Know You Got Soul (The Richie Rich Mega Mix)                        | The Grunt des J.B.'s Ashley's Roachclip des Soul Searchers Greedy G de Brentford All Stars Last Night Changed It All (I Really Had a Ball) d'Esther Williams Pussyfooter de Jackie Robinson Got to Be Real de Cheryl Lynn Ain't Nobody de Rufus et Chaka Khan Pump Up the Volume de MARRS | 4:56  |
| 3.  | Move the Crowd (The Wild Bunch Remix)                                 | N.T. de Kool & The Gang Feel Good de Fancy Untitled de Papa Levi | 4:24  |
| 4.  | Paid in Full (Derek B's Urban Respray Version)                        | Jack and Diane de John Mellencamp When Boys Talk d'Indeep Jam Master Jay de Run–D.M.C. AJ Scratch de Kurtis Blow We Need Some Money de Chuck Brown and The Soul Searchers Eric B. Is President d'Eric B. & Rakim Get Down de Derek B | 5:13  |
| 5.  | As the Rhyme Goes On (Pumpin' the Turbo - Chad Jay in Effect Version) | Unhooked Generation de Freda Payne Feel Good de Fancy Paid in Full d'Eric B. & Rakim | 6:11  |
| 6.  | Move the Crowd (Beatmix by Democratic 3)                              | Tutti Frutti de Little Richard Say It Loud, I'm Black and I'm Proud de James Brown I'm Gonna Love You Just a Little More Baby de Barry White Impeach the President des Honey Drippers Papa Don't Take No Mess de James Brown Soul Power 74 de Maceo & the Macks Action Speaks Louder Than Words de Chocolate Milk Don't Tell It de James Brown The Return of Leroy Pt. 1 du Jimmy Castor Bunch Christmas Rappin' de Kurtis Blow Midnight Theme de Manzel Beat Bop de Rammellzee et K-Rob AJ Scratch de Kurtis Blow The Bridge Is Over des Boogie Down Productions | 7:10  |
| 7.  | My Melody (Original Mix)                                              | | 5:57  |
| 8.  | I Know You Got Soul (Acappela Version)                                | | 4:42  |
| 9.  | I Know You Got Soul (Dub Version)                                     | | 4:45  |
| 10. | Eric B. Is President (Dub Version)                                    | | 4:05  |
| 11. | My Melody (Dub Version)                                               | | 6:32  |